# Sebastopol (California)
Sebastopol, fundada en 1902 es una ciudad ubicada en el condado de Sonoma en el estado estadounidense de California. En 2010 tenía una población de 7.774 habitantes y una densidad poblacional de 1,587 personas por km².

## Geografía
Sebastopol se encuentra ubicada en las coordenadas 38°24′N 122°49′O / 38.400, -122.817. Según la Oficina del Censo, la ciudad tiene un área total de 4,9 km² (1,9 mi²), de la cual 4,9 km² (1,9 mi²) es tierra y 0 km² (0 mi²) (0%) es agua.

## Demografía
Según la Oficina del Censo en 2000 los ingresos medios por hogar en la localidad eran de $46,436, y los ingresos medios por familia eran $55,792. Los hombres tenían unos ingresos medios de $40,538 frente a los $32,399 para las mujeres. La renta per cápita para la localidad era de $22,881. Alrededor del 6.9% de la población estaban por debajo del umbral de pobreza.